# 金熙德
金熙德（1954年—），朝鲜族，吉林省延吉市人，是中国学者。

## 生平
1982年1月从延边大学政治系毕业，1985年1月延边大学日本哲学史专业硕士研究生毕业，留校任讲师。1989年3月起在日本东京大学大学院综合文化研究科攻读国际政治学，1994年3月获学术博士学位。
后任中国社会科学院日本研究所副所长，研究员、教授、博士生导师，兼任中国亚太学会副秘书长、中华日本学会常务理事等多种学会职务。被国务院授予政府特殊津贴及证书。从事东北亚政治经济的研究。他有机会深入了解朝鲜政府。
2009年，金熙德因被控向日本和韩国的情报机构出卖涉及朝鲜领导人金正日身体健康状况的机密情报而被捕，2011年被中国法院判处有期徒刑十四年。2019年10月8日减刑提前出狱。